# Pla de Mallorca

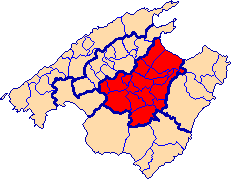
Pla de Mallorca

Pla de Mallorca is een comarca in het centrum van het eiland Mallorca, van de Balearen, Spanje.
Het omvat de volgende gemeenten:
- Algaida
- Ariany
- Costitx
- Lloret de Vistalegre
- Llubí
- Maria de la Salut
- Montuïri
- Petra
- Porreres
- Sant Joan
- Santa Eugènia
- Sencelles
- Sineu
- Vilafranca de Bonany